# Vincent Hotman
Vincent Hotman, seigneur de Fontenay, est un magistrat et un administrateur français

## Biographie
Il est le fils de Timoléon Hotman (mort vers 1639), trésorier de France en la généralité de Paris, et de Marie Marcel de Bouqueval.
Du 30 mai 1650 à 1656 il est Conseiller au grand conseil avant d'être reçu le 23 août 1656 maître des requêtes de l'hôtel du Roi. De juillet 1656 à septembre 1658, il est intendant de Tours puis de novembre 1658 à août 1662 intendant de Bordeaux et de Montauban enfin de septembre 1662 à décembre 1663 de nouveau intendant de Tours.
Entretemps, en novembre 1661, il est l'un des quatre commissaires réformateur chargés par Colbert de mener la Grande réformation des forêts royales (1661-1680). Vincent Hotman est affecté à la grande-maîtrise de Touraine, Anjou et Maine.
En novembre 1663, il est pourvu d'une des deux charges de procureur général de la Chambre de Justice qu'il exercera jusqu'à la dissolution de celle-ci en 1669. D'avril 1666 à 1683, il est intendant des finances, et du 14 décembre 1675 à 1681, intendant de Paris.
« A l'esprit agréable, fait avec honneur sa charge et ses emplois, » suivant les Portraits des maîtres des requêtes,.
Il se marie par contrat du 7 août 1653 avec Marguerite Colbert, veuve de Claude de Machault, seigneur d'Arnouville.
Il est mort à Paris le 14 mai 1683.